# Аллахвердиев, Хабиб Мевлидинович
Хабиб Мевлидинович Аллахвердиев (лезг. Аллагьвердийрин Мавлудинан хва Гьабиб, 8 декабря 1982 года, с. Куруш, СССР) — российский боксёр, чемпион мира по версиям IBO и WBA (2012—2014). Чемпион России и бронзовый призёр Чемпионата мира по любительскому боксу. Мастер спорта России международного класса. По национальности лезгин.

## Биография
Родился в высокогорном селе Куруш. Когда Хабибу было три года, его семья переехала в Махачкалу. Его отец умер в 1991 году, и мать была вынуждена в одиночку растить четверых детей. Боксом начал заниматься в 10 лет.
В 2009 году Хабиб переехал в Каспийск. На протяжении пяти лет жил в Майами.

## Любительская карьера
До 2007 года Хабиб Аллахвердиев участвовал в соревнованиях по любительскому боксу. За время выступлений в любительском боксе он стал финалистом Первенства мира среди юниоров (2000), финалистом Кубка России (2001), победителем открытого чемпионата Сербии (2001), победителем Всемирных игр среди военнослужащих (2003), финалистом чемпионата России (2003), чемпионом России (2004), бронзовым призёром чемпионата России (2005, 2006), а также бронзовым призёром Чемпионата мира (2005).

## Профессиональная карьера
Дебютировал на профессиональном ринге 10 марта 2007 года, одержав победу нокаутом в 1-м раунде.
23 мая 2010 года по единогласному решению судей Хабиб Аллахвердиев победил в бою за вакантный титул WBC Asian Boxing Council Карена Тевосяна.
25 сентября 2011 года победил по очкам бывшего чемпиона мира в лёгком весе американца Нейта Кэмпбелла.
8 февраля 2012 года Аллахвердиев победил Игнасио Мендосу и стал обладателем пояса WBA Fedelatin.
20 июня 2012 года Хабиб завоевал титул чемпиона мира по версии IBO, нокаутировав в 4 раунде южноафриканца Кайзера Мабузу. Подготовка к бою проводилась под руководством Константина Цзю.

### Чемпионский бой сХоаном Гусманом
30 ноября 2012 года Аллахвердиев встретился с бывшим чемпионом мира в двух весовых категориях доминиканцем Хоаном Гусманом. На кону был вакантный титул чемпиона мира в 1-м полусреднем весе по версии WBA. Бой был прекращён после восьми раундов, так как Гусман получил травму. После подсчёта судейских записок, победителем был объявлен российский боксёр. Для Гусмана это поражение стало первым в карьере.
13 июля 2013 в Монте-Карло Аллахвердиев защитил титул чемпиона мира по версии WBA. В 12-раундовом титульном поединке он выиграл у француза Сулеймана М’Байе техническим нокаутом в 11-м раунде.
12 апреля 2014 года в 12-раундовом титульном поединке в Лас-Вегасе Аллахвердиев проиграл американцу Джесси Варгасу по очкам единогласным решением судей. Таким образом, Хабиб потерял свои титулы.

### Чемпионский бой сЭдриеном Бронером
3 октября 2015 года встретился с бывшим чемпионом мира в трёх весовых категориях американцем Эдриеном Бронером. На кону стоял вакантный титул чемпиона мира в 1-м полусреднем весе по версии WBA. По ходу поединка Бронер владел преимуществом и был заметно точнее. В последнем, двенадцатом, раунде рефери остановил бой и зафиксировал победу американца техническим нокаутом. Хабиб, при этом, не был потрясён. На момент остановки Эдриен выигрывал на карточках всех трёх судей: 110-99, 109-100, 107-102. Бронер стал чемпионом мира в четвёртой весовой категории.

## Статистика боёв
В таблице перечислены результаты всех поединков боксёров.
В каждой строке указан результат поединка. Дополнительно номер поединка обозначен цветом, который обозначает итог поединка. Расшифровка обозначений и цветов представлена в нижеследующей таблице.
| Пример | Расшифровка                     |
| ------ | ------------------------------- |
|        | Победа                          |
|        | Ничья                           |
|        | Поражение                       |
|        | Планируемый поединок            |
|        | Поединок признан несостоявшимся |
| КО     | Нокаут                          |
| ТКО    | Технический нокаут              |
| PTS    | Решение судей (по очкам)        |
| UD     | Единогласное решение судей      |
| MD     | Решение большинства судей       |
| SD     | Раздельное решение судей        |
| RTD    | Отказ от продолжения боя        |
| DQ     | Дисквалификация                 |
| NC     | Поединок признан несостоявшимся |

| Бой | Дата             | Соперник                      | Место проведения                                            | Результат  | Примечание |
| --- | ---------------- | ----------------------------- | ----------------------------------------------------------- | ---------- | --- |
| 21  | 3 октября 2015   | Эдриен Бронер (30-2-0)        | U.S. Bank Arena, Цинциннати, Огайо, США                     | TKO12 (12) | Вакантный титул чемпиона мира в 1-м полусреднем весе по версии WBA. |
| 20  | 12 апреля 2014   | Джесси Варгас (23-0-0)        | MGM Grand, Лас-Вегас, Невада, США                           | UD12 (12)  | Чемпион мира в 1-м полусреднем весе по версиям WBA (2-я защита Аллахвердиева) и IBO (3-я защита Аллахвердиева). Счёт судей: 111/117 и 113/115 (дважды).                                                               |
| 19  | 13 июля 2013     | Сулейман Мбайе (40-4-1)       | Salle des Étoiles, Монте-Карло, Монако                      | TKO11 (12) | Чемпион мира в 1-м полусреднем весе по версиям WBA (1-я защита Аллахвердиева) и IBO (2-я защита Аллахвердиева). |
| 18  | 30 ноября 2012   | Хоан Гусман (33-0-1)          | BB&t Center, Санрайз, Флорида, США                          | TD8 (12)   | Вакантный титул чемпиона мира в 1-м полусреднем весе по версии WBA. Чемпион мира в 1-м полусреднем весе по версии IBO (1-я защита Аллахвердиева). Гусман в нокдауне в 3-м раунде. Счёт судей: 75/76 и 76/75 (дважды). |
| 17  | 20 июня 2012     | Кайзер Мабуза (24-8-3)        | СК ЦСКА, Москва, Россия                                     | KO4 (12)   | Чемпион мира в 1-м полусреднем весе по версии IBO (1-я защита Мабузы). Мабуза в нокдауне в 1-м и 4-м раундах. |
| 16  | 8 февраля 2012   | Игнасио Мендоса (33-6-2)      | Krylia Sovetov, Москва, Россия                              | TKO7 (12)  | Вакантный титул WBA Fedelatin в 1-м полусреднем весе. Мендоса в нокдауне в 6-м раунде. |
| 15  | 25 сентября 2011 | Нейт Кэмпбелл (34-8-1)        | Olimp, Краснодар, Краснодарский край, Россия                | TD6 (10)   | Счёт судей: 60/56 и 60/55 (дважды). |
| 14  | 2 июля 2011      | Максим Смирнов (8-3-2)        | Night Club "Peshchera", Тюмень, Тюменская область, Россия   | UD8 (8)    | Счёт судей: 79/75, 78/75, 78/74. |
| 13  | 19 октября 2010  | Хуан Назарио (6-3-1)          | Hard Rock Cafe, Холливуд, Флорида, США                      | UD6 (6)    | Счёт судей: 60/52 (все). |
| 12  | 23 мая 2010      | Карен Тевосян (15-1-3)        | Красная площадь, Москва, Россия                             | UD12 (12)  | Вакантный титул WBC Asian Boxing Council в 1-м полусреднем весе. Счёт судей: 117/112 и 116/113 (дважды). |
| 11  | 31 октября 2009  | Франсиско Риос Хиль (16-11-0) | War Memorial Arena, Джонстаун, Пенсильвания, США            | KO1 (6)    | |
| 10  | 30 мая 2009      | Абдулазиз Матазимов (8-1-0)   | Ледовый дворец, Тюмень, Тюменская область, Россия           | TKO5 (8)   | Матазимов в нокдауне в 4-м и 5-м раундах. |
| 9   | 27 февраля 2009  | Ричард Питт (3-7-0)           | Seminole Hard Rock Hotel and Casino, Холливуд, Флорида, США | TKO1 (6)   | |
| 8   | 21 ноября 2008   | Малики Киниоголи (10-3-0)     | Ледовый дворец, Санкт-Петербург, Россия                     | UD6 (6)    | Счёт судей: 60/55 и 60/54 (дважды). |
| 7   | 6 сентября 2008  | Роланд Миллс (2-3-1)          | Красная площадь, Москва, Россия                             | TKO3 (6)   | |
| 6   | 13 октября 2007  | Густаво Миллер (2-0-1)        | Khodynka Ice Palace, Москва, Россия                         | UD4 (4)    | Счёт судей: 40/35 (все). |
| 5   | 31 августа 2007  | Хосин Эскалера (2-1-0)        | Boardwalk Hall, Атлантик-Сити, Нью-Джерси, США              | SD4 (4)    | Счёт судей: 38/39 и 39/37 (дважды). |
| 4   | 2 июня 2007      | Роберто Асеведо (2-1-1)       | Boardwalk Hall, Атлантик-Сити, Нью-Джерси, США              | DQ4 (4)    | |
| 3   | 16 мая 2007      | Дамиан Тинкер (3-0-0)         | Seminole Hard Rock Hotel and Casino, Холливуд, Флорида, США | UD4 (4)    | Счёт судей: 40/36 (все). |
| 2   | 20 апреля 2007   | Девариз Крейтон (4-1-0)       | Community Center, Порт-Сент-Луси, Флорида, США              | KO1 (4)    | |
| 1   | 10 марта 2007    | Мигель Ортис (3-1-0)          | Madison Square Garden, Нью-Йорк, Нью-Йорк, США              | KO1 (4)    | |
| Бой | Дата             | Соперник                      | Место проведения                                            | Результат  | Примечание |

## Семья
Женат. Есть четверо детей — сын и три дочери.